# کلیکوو
کلیکوو (به لهستانی:  Klików) یک روستا در لهستان است که در گمینا ایوووا واقع شده‌است.